# Khobz

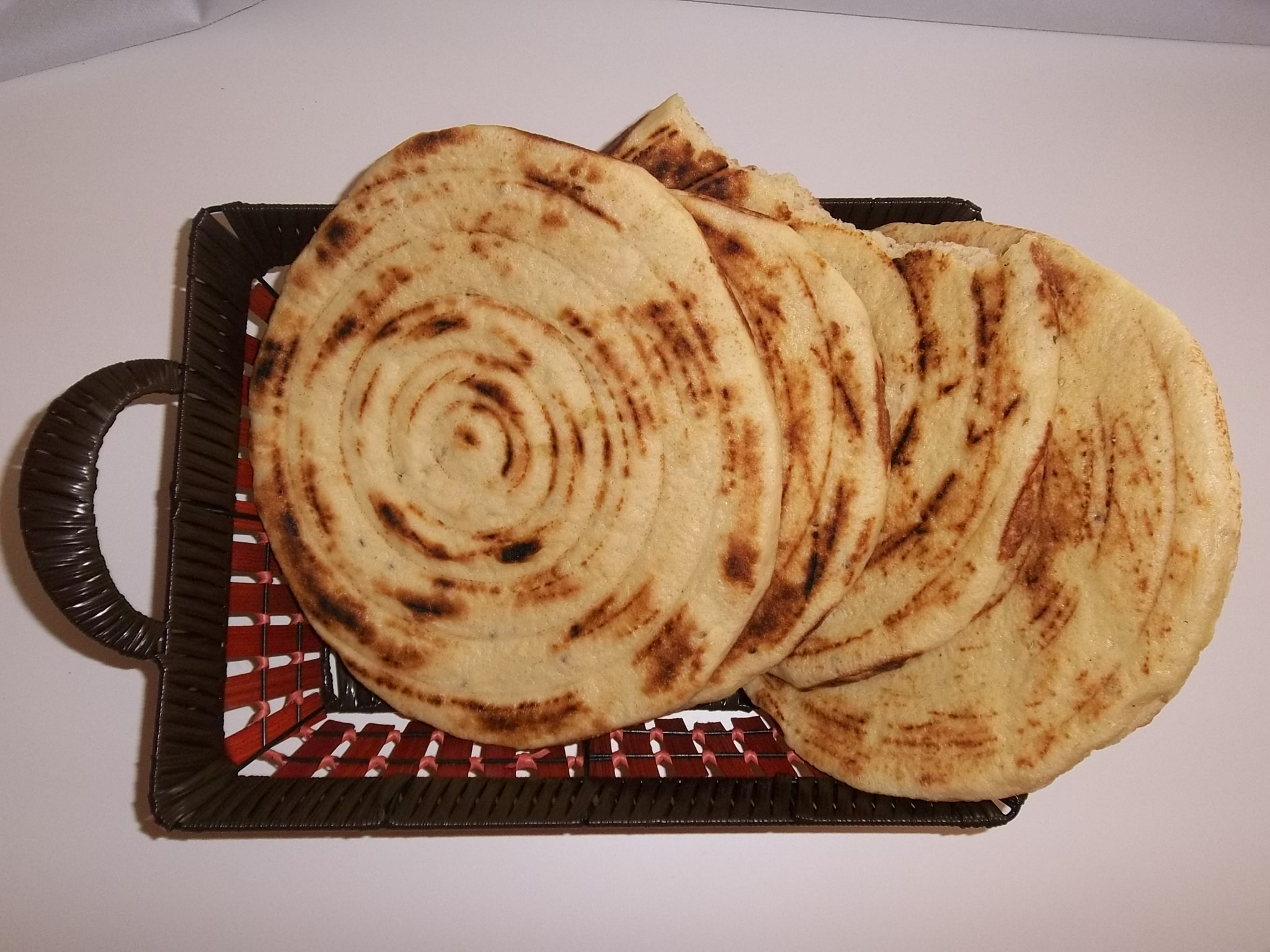
Pães da Tunísia

Khobz, khoubz ou khubz (em alfabeto árabe, خبز‎), é a palavra árabe geral para pão, mas muitas pessoas utilizam esta palavra como sinónimo de pita, o "pão-envelope" usado para rechear com alimentos, numa espécie de sanduíche, popular desde a Grécia e a península Arábica até Marrocos. No Magrebe, também se usam as palavras berberes "kesra" e "agroum" (ou "aghroume") da língua tashelhit, assim como a palavra francesa pain, como termos gerais para pão, qualquer que seja a sua forma ou modo de fabrico.
De acordo com um livro de cozinha do século X, de ibne Saiar Aluarraque, o pão no mundo árabe era cozido num tanur (o antepassado do tandur) e ainda no século XXI, nas zonas rurais, o pão é cozido em fornos de lenha, muitas vezes comunitários.
O pão árabe pode ser feito com farinha de trigo branca, semolina, trigo integral ou mesmo farelo, centeio ou cevada, e normalmente leva um pouco de levedura, muitas vezes ativada em água morna com açúcar. Por vezes, condimentos aromáticos, como anis ou cominho em grão, são misturados na massa.

## Variedades de pão típicas daculinária da Argélia
- Khobz edddar – pão caseiro
- Khobz araby – pita
- Khobz ettadjine
- Khobz el koucha
- Kesra rakhsis
- Kesra matlouh
- Kesra m'bessa

## Variedades de pão típicas daculinária de Marrocos
- Khobz - o pão branco, parecido com pão francês
- Khobz dyal Zraa – pão de trigo de Marrocos
- Khobz dyal Smida – pão de semolina
- Khobz Belboula – pão de cevada
- Khobz Mzaweq – pão decorado
- Harcha  – pão folha de semolina
- Batbout ou mkhamer – pita

## Receita dekhobz f'tir(culinária da Tunísia)
Misturar semolina, sal e água morna até fazer uma bola e formar bolhas de ar; separar em bolas pequenas, estender fino, dobrar e estender de novo para ficar folheado e assar numa frigideira com azeite.